# Santa Croce sull'Arno
Santa Croce sull'Arno là một đô thị và thị xã của Ý. Đô thị này thuộc tỉnh Pisa trong vùng Toscana. Santa Croce sull'Arno có diện tích 16,99 km2, dân số theo ước tính năm 2010 của Viện thống kê quốc gia Ý là 13.400 người. 
Các đơn vị dân cư:
Đô thị Santa Croce sull'Arno giáp với các đô thị: